# ارنست رودلف هوبر
ارنست رودولف هوبر (متولد ۸ ژوئن ۱۹۰۳ در ایدار-اوبراشتاین؛ متوفی ۲۸ اکتبر ۱۹۹۰ در فرایبورگ) (به آلمانی: Ernst Rudolf Huber) حقوقدانی آلمانی بود که در دوران رایش سوم به عنوان یکی از نظریه‌پردازان حقوقی برجسته فعالیت می‌کرد. او با ارائه تفاسیری از قانون اساسی وایمار که با ایدئولوژی نازیسم همخوانی داشت، در تحکیم قدرت نازی‌ها نقش ایفا کرد.
پس از جنگ جهانی دوم، هوبر به خاطر نگارش اثر هشت جلدی "تاریخ قانون اساسی آلمان از سال ۱۷۸۹"  شناخته شد. این کتاب که به بررسی تحولات قانون اساسی آلمان از سال ۱۷۸۹ تا ۱۹۳۳ (با تمرکز بر دورۀ پروس) می‌پردازد،  بین سال‌های ۱۹۵۷ تا ۱۹۹۱ منتشر شد و به عنوان یکی از منابع اصلی در زمینه تاریخ حقوق آلمان به شمار می‌رود. در این کتاب، هوبر به دوران نازیسم و فعالیت‌های خود در آن دوره نپرداخته است. برخی منتقدان این امر را به عنوان تلاش او برای  فاصله گرفتن از گذشته خود  تلقی کرده‌اند. با وجود این انتقادات، "تاریخ قانون اساسی آلمان از سال ۱۷۸۹"  به عنوان اثری مهم در زمینه تاریخ حقوق آلمان باقی مانده است و مورد توجه پژوهشگران این حوزه قرار دارد.

## کودکی
ارنست رودولف هوبر در ۸ ژوئن ۱۹۰۳ در اوبراشتاین در کنار رودخانه ناهه (امروزه ایدار-اوبراشتاین) که در قلمرو بیرکنفلد، بخشی جداافتاده از دوک‌نشین بزرگ اولدنبورگ، واقع شده بود، به دنیا آمد. والدین او آگوست رودولف هوبر (۱۸۶۸–۱۹۴۳)، تاجری از طبقه متوسط، و هلن، با نام خانوادگی وایلد (۱۸۷۴–۱۹۵۵)، بودند. هوبر پیرو مذهب پروتستان بود. او در دوران جوانی در جنبش جوانان فعال بود و در تأسیس گروه "نروتر واندرفوگل" مشارکت داشت.

## زندگی حرفه‌ای

### قبل از ۱۹۳۳
هوبر شاگرد کارل اشمیت، حقوقدان اساسیِ برجسته، بود. او در سال ۱۹۲۶ با رساله‌ای در مورد حقوق کلیسا و دولت با موضوع ماده ۱۳۸ قانون اساسی وایمار، زیر نظر اشمیت دکترای خود را دریافت کرد. پس از کسب درجه شایستگی در سال ۱۹۳۱ با رساله‌ای در زمینه حقوق اقتصادی زیر نظر هاینریش گوپرت، ابتدا به عنوان حق‌التدریسِ خصوصی (Privatdozent) در دانشگاه بن تدریس کرد. در سال ۱۹۳۲، او به سرپرستی کارل اشمیت به عنوان مشاور حقوقی کابینه‌های ریاست جمهوری فرانتس فون پاپن و کورت فون شلایشر فعالیت می‌کرد و به اشمیت در آماده‌سازی پرونده پروس علیه رایش کمک می‌کرد.
هوبر مدت‌ها قبل از به قدرت رسیدن حزب نازی، مخالف سرسخت جمهوری وایمار بود و از یک دولت اقتدارگرا با رهبری واحد، مشابه دوران رایش دوم از ۱۸۷۱ تا ۱۹۱۸، حمایت می‌کرد. این موضوع به طور گسترده در بیش از شصت تفسیر او در مورد وقایع جاری که قبل از سال ۱۹۳۳ با نام‌های مستعار مختلف منتشر کرد، مستند شده است.

### ۱۹۳۳ تا ۱۹۴۵
در ۲۸ آوریل ۱۹۳۳، هوبر به دانشگاه کیل دعوت شد و در ۱ مه ۱۹۳۳ به حزب نازی پیوست (با شماره عضویت ۳.۱۴۴.۴۹۴). در کیل، او به عنوان جانشین والتر شوکینگ، استاد برجسته حقوق اساسی و قاضی دیوان دائمی دادگستری بین‌المللی در لاهه، که از سمت خود برکنار شده بود، منصوب شد. شوکینگ به دلایل سیاسی بر اساس قانون احیای خدمات کشوری در ۲۵ آوریل ۱۹۳۳ ابتدا به مرخصی اجباری فرستاده شد و سپس در همان سال از خدمت دولتی اخراج شد. ارنست رودولف هوبر به همراه همکارانش گئورگ دام، کارل لارنز، کارل میکائلیس، فرانتس ویاکر، کارل آگوست اکارت، پاول ریتربوش، فریدریش شافشتاین و ولفگانگ زیبرت، گروهی به نام "مدرسه کیل" - که به طور رسمی "گروه ضربت دانشکده" نیز نامیده می‌شد- را تشکیل دادند که  طرفدار "اصلاحات حقوقی" در راستای اهداف رژیم نازی بودند.
در سال ۱۹۳۷، هوبر به دانشگاه لایپزیگ دعوت شد و در سال ۱۹۴۱ از آنجا به دانشگاه تازه‌تأسیس رایش استراسبورگ نقل مکان کرد. در آنجا او سازماندهی دانشکده حقوق و علوم سیاسی را بر عهده گرفت. در نوامبر ۱۹۴۴، با توجه به پیشروی متفقین به آلمان در سمت راست رود راین،  او از استراسبورگ خارج شد. در آنجا، در ترم زمستانی ۱۹۴۴/۴۵، با میانجیگری دوستش و هم‌دوره دکترای سابقش در بن، ارنست فورست‌هوف، ابتدا یک کرسی تدریس در دانشگاه هایدلبرگ به دست آورد. در بهار ۱۹۴۵، او به عنوان یک شهروند عادی به همراه خانواده‌اش به فلدبرگ در جنگل سیاه نقل مکان کرد، جایی که خانواده هوبر برای مدتی با خانواده مورخ آلمانی، هرمان هایمپل زیر یک سقف زندگی می‌کردند.
هوبر در دوران ناسیونال سوسیالیسم یکی از حقوقدانان برجستۀ حوزۀ حقوق دولتی و اساسی بود و به همین دلیل در تحقیقات تاریخی به عنوان یکی از "حقوقدانان درباری یا تاج‌دار" (Kronjuristen) رایش سوم شناخته می‌شود. در سال ۱۹۳۷، او یک ارائه کلی از حقوق ناسیونال سوسیالیستی در "دولت پیشوا" با عنوان "اساس" ارائه کرد که در سال ۱۹۳۹ با عنوان "حقوق اساسی رایش بزرگ آلمان" در ویرایش دوم منتشر شد. در این کتاب، او از "حذف کامل یهودیت" صحبت کرد و بنابراین به گروه حقوقدانانی تعلق داشت که از قوانین نورنبرگ مصوب سال ۱۹۳۵ حمایت کردند و آن را از طریق آموزش دانشگاهی ترویج کردند. علاوه بر این، او مطالعه‌ای در مورد تاریخ قانون اساسی نظامی ("ارتش و دولت در تاریخ آلمان"، ۱۹۳۸) و همچنین چندین مقاله در مورد تاریخ اندیشه‌ها نوشت که یک مجموعۀ منتشر نشده را تشکیل می‌دادند. هوبر از سال ۱۹۳۴ تا ۱۹۴۴ به همراه همکارانش در کیل از اقتصاد ملی، هرمان بنته و آندریاس پردول، سردبیر مجله "علوم دولتی" بود تا اینکه انتشار آن در سپتامبر ۱۹۴۴ متوقف شد.

دیدگاه هوبر در مورد حقوق آزادی‌های فردی و استقلال قوه قضائیه، از جمله با اظهارات زیر اثبات می‌شود:
"به ویژه حقوق آزادی‌های فرد (...) با اصل حقوق ملّی سازگار نیست. هیچ آزادی شخصی، پیش از دولت و خارج از دولت برای فرد وجود ندارد که دولت باید به آن احترام بگذارد."

— ای. آر. هوبر (1937)
"حقوق ملّیِ زنده در درجه اول توسط پیشوا در مردم تحقق می‌یابد و قاضی صادرکننده حکم در رایش جدید لزوماً تابع اراده پیشوا است که همان بیان بالاترین حق است."

— ای. آر. هوبر (1939)

### بعد از ۱۹۴۵
پس از پایان دیکتاتوری ناسیونال سوسیالیستی، هوبر ابتدا به همراه خانواده‌اش در فالکائو (جنگل سیاه) و از سال ۱۹۴۹ در فرایبورگ زندگی کرد. او به همراه کارل اشمیت، راینهارد هون و اتو کول‌روتر، جزو معدود حقوقدانانی بود که به دلیل سابقه نازی خود، برای مدت طولانی از بازگشت به دانشگاه محروم شدند. در این مدت، او به ارائه نظرات حقوقی، نگارش مقالات کوتاه و همکاری در ویرایش "آرشیو حقوق عمومی" پرداخت. در سال ۱۹۵۲، او یک کرسی افتخاری در دانشگاه فرایبورگ به دست آورد. پس از چندین تلاش ناموفق برای کسب کرسی استادی، در سال ۱۹۵۷ یک کرسی استادی در دانشگاه علوم اجتماعی ویلهلمشاون-روسترزیل دریافت کرد. پس از ادغام این دانشگاه کوچک در دانشگاه گوتینگن، از سال ۱۹۶۲ تا ۱۹۶۸ در آنجا مشغول به کار شد.
در سال ۱۹۵۶، پس از بحث‌های طولانی در مورد گذشته نازی هوبر، او دوباره به انجمن اساتید حقوق دولتی آلمان پذیرفته شد. در سال ۱۹۶۶، او به عنوان عضو کامل آکادمی علوم گوتینگن انتخاب شد. بعدها او به عضویت انجمن تاریخ قانون اساسی آلمان نیز درآمد.
علاوه بر اثر عظیم "تاریخ قانون اساسی آلمان از سال ۱۷۸۹" که در هشت جلد با بیش از ۷۷۰۰ صفحه بین سال‌های ۱۹۵۷ تا ۱۹۹۱ منتشر شد و نمونه‌ای "کلاسیک" از "تاریخ‌نگاری محدود و متمرکز بر پروس" (الیزابت فرنباخ) است، هوبر کتاب تک جلدی خود در مورد حقوق اداری اقتصادی را که اولین بار در سال ۱۹۳۲ منتشر شده بود، در سال‌های ۱۹۵۳/۵۴ در ویرایش دوم در دو جلد - و در نتیجه به طور قابل توجهی گسترش یافته - منتشر کرد. علاوه بر چندین مونوگراف و مقاله در Festschrift، دو مجموعه مقاله در سال‌های ۱۹۶۵ و ۱۹۷۵ منتشر شد.

## زندگی خصوصی
هوبر از سال ۱۹۳۳ با تولا سیمونز، دختر رئیس دادگاه رایش والتر سیمونز و خواهر هانس سیمونز، ازدواج کرده بود. تولا در دوران وایمار دستیار کارل اشمیت بود و پس از سال ۱۹۴۵ به عنوان وکیل در فرایبورگ فعالیت می‌کرد. حاصل این ازدواج در مجموع پنج پسر بود، از جمله اولریش هوبر، استاد حقوق مدنی در بن و ولفگانگ هوبر، رئیس سابق شورای کلیسای انجیلی در آلمان و اسقف برلین-براندنبورگ، که به همراه پدرش یک مجموعه منابع پنج جلدی در مورد حقوق کلیسا و دولت آلمان در قرن نوزدهم و اوایل قرن بیستم منتشر کرد. در طول دوران اقامت خود در گوتینگن (۱۹۶۲–۱۹۶۸)، هوبر گاهی اوقات با پسرش ولفگانگ که در آن زمان در حال تحصیل الهیات پروتستان بود، در یک آپارتمان مشترک زندگی می‌کرد. پس از بازنشستگی در سال ۱۹۶۸، هوبر در فرایبورگ زندگی می‌کرد.
اسناد و مدارک هوبر در آرشیو فدرال آلمان نگهداری می‌شود.

## آثار (گزیده)
تولا هوبر-سیمونز، آلبرشت هوبر: کتابشناسی آثار ارنست رودولف هوبر. در: ارنست فورست‌هوف، ورنر وبر، فرانتس ویاکر (ویراستاران):  Festschrift für Ernst Rudolf Huber zum 70. Geburtstag am 8. Juni 1973. اتو شوارتز، گوتینگن ۱۹۷۳ (= مطالعات حقوقی گوتینگن، ۸۸)، ISBN 978-3-509-00638-4، صص ۳۸۵–۴۱۶ (کتاب‌ها، ویرایش‌ها، مقالات، نقدها).
Die Garantie der kirchlichen Vermögensrechte in der Weimarer Verfassung. Zwei Abhandlungen zum Problem der Auseinandersetzung von Staat und Kirche, مور زیبک، توبینگن ۱۹۲۷. تضمین حقوق مالکیت کلیسا در قانون اساسی وایمار. دو رساله در مورد مسئله اختلاف دولت و کلیسا.
Verträge zwischen Staat und Kirche im Deutschen Reich, مارکوس، برسلاو ۱۹۳۰ (= رساله‌هایی از حقوق دولت و اداری و همچنین حقوق بین‌الملل، ۴۴). قراردادهای بین دولت و کلیسا در رایش آلمان.
Das Deutsche Reich als Wirtschaftsstaat, مور زیبک، توبینگن ۱۹۳۱ (= حقوق و دولت در تاریخ و حال، ۸۵). رایش آلمان به عنوان یک دولت اقتصادی
Wirtschaftsverwaltungsrecht. Institutionen des öffentlichen Arbeits- und Unternehmensrechts, مور زیبک، توبینگن ۱۹۳۲. حقوق اداری اقتصادی. نهادهای حقوق کار و شرکت عمومی
Reichsgewalt und Staatsgerichtshof, استالینگ، اولدنبورگ در O. ۱۹۳۲ (= نوشته‌هایی برای ملت، ۴۲). قدرت رایش و دادگاه ایالتی
Die Gestalt des deutschen Sozialismus, انتشارات هانزا، هامبورگ ۱۹۳۴ (= دولت آلمان معاصر، ۲). شکل سوسیالیسم آلمانی
Neue Grundbegriffe des hoheitlichen Rechts, یونکر و دون‌هوپت، برلین ۱۹۳۵ (= مسائل اساسی علم حقوق جدید). مفاهیم اساسی جدید حقوق حاکمیتی
Vom Sinn der Verfassung. Rede, gehalten am 30. Januar 1935, anläßlich der Feier des Reichsgründungstags und des Tages der deutschen Revolution, انتشارات هانزا، هامبورگ ۱۹۳۵ (= سخنرانی‌های دانشگاه کیل، N. F. 4). در باب معنای اساس. سخنرانی ایراد شده در ۳۰ ژانویه ۱۹۳۵، به مناسبت جشن روز تأسیس رایش و روز انقلاب آلمان
Wesen und Inhalt der politischen Verfassung, انتشارات هانزا، هامبورگ ۱۹۳۵ (= دولت آلمان معاصر، ۱۶). ماهیت و محتوای اساس سیاسی
Verfassung, انتشارات هانزا، هامبورگ ۱۹۳۷؛ ویرایش دوم به طور قابل توجهی گسترش یافته با عنوان: Verfassungsrecht des Großdeutschen Reiches, انتشارات هانزا، هامبورگ ۱۹۳۹. اساس / حقوق اساسی رایش بزرگ آلمان
Staat und Wirtschaft, انتشارات صنعتی اشپات و لینده، برلین ۱۹۳۸ (= مبانی، ساختار و نظم اقتصادی دولت ناسیونال سوسیالیستی، ۱۹). دولت و اقتصاد
Friedrich Christoph Dahlmann und die deutsche Verfassungsbewegung, انتشارات هانزا، هامبورگ ۱۹۳۷. فریدریش کریستوف دالمان و جنبش قانون اساسی آلمان
Heer und Staat in der deutschen Geschichte, انتشارات هانزا، هامبورگ ۱۹۳۸، ویرایش دوم ۱۹۴۳. ارتش و دولت در تاریخ آلمان
Der Volksgedanke in der Revolution von 1848, انتشارات حقوقی آلمان، برلین ۱۹۴۰. اندیشه مردم در انقلاب ۱۸۴۸
Verfassungskrisen des Zweiten Reiches, بارت، لایپزیگ ۱۹۴۰ (= سخنرانی‌های دانشگاه لایپزیگ، ۱). بحران‌های قانون اساسی رایش دوم
Rechtliche Gestaltung des öffentlichen Amtes und rechtliche Gestaltung des privaten Anstellungsverhältnisses. Relazione presentata al 1. Convegno in Roma, l' 2 giugno 1938 XVII. منتشر شده توسط کمیته حقوقی ایتالیایی-آلمانی، رم ۱۹۳۹. طراحی حقوقی منصب عمومی و طراحی حقوقی رابطه استخدام خصوصی
Der Kampf um die Führung im Weltkrieg, انتشارات هانزا، هامبورگ ۱۹۴۱ (= کتابخانه هانزا). مبارزه برای رهبری در جنگ جهانی
Die verfassungsrechtliche Stellung des Beamtentums. در: Festschrift für Heinrich Siber, انتشارات وایچر، جلد ۱، برلین ۱۹۴۱ (= مطالعات حقوقی لایپزیگ، ۱۲۴)، صص ۲۵۷–۳۲۵. جایگاه حقوق اساسی خدمات کشوری
Bau und Gefüge des Reiches. انتشارات هانزا، هامبورگ ۱۹۴۱. ساختار و چارچوب رایش
Aufstieg und Entfaltung des deutschen Volksbewusstseins. Rede, gehalten bei der Wiedereröffnung der Reichsuniversität Straßburg am 24. November 1941, انتشارات هوننبورگ، استراسبورگ ۱۹۴۲. ظهور و توسعه آگاهی ملی آلمان. سخنرانی ایراد شده در مراسم بازگشایی دانشگاه رایش استراسبورگ در ۲۴ نوامبر ۱۹۴۱
(ویراستار): Idee und Ordnung des Reiches. ۲ بخش، انتشارات هانزا، هامبورگ ۱۹۴۳.  ایده و نظم رایش
Goethe und der Staat, استراسبورگ ۱۹۴۴. گوته و دولت
Wirtschaftsverwaltungsrecht, دو جلد، مور زیبک، ویرایش دوم، توبینگن ۱۹۵۳/۵۴. حقوق اداری اقتصادی
Deutsche Verfassungsgeschichte seit 1789, هشت جلد، کولهامر، اشتوتگارت ۱۹۵۷–۱۹۹۱،
جلد ۱: Reform und Restauration 1789 bis 1830, اشتوتگارت ۱۹۵۷، ویرایش دوم، اشتوتگارت ۱۹۹۰، ISBN 3-17-002501-5;  اصلاحات و بازسازی ۱۷۸۹ تا ۱۸۳۰
جلد ۲: Der Kampf um Einheit und Freiheit 1830 bis 1850, اشتوتگارت ۱۹۶۰، ویرایش سوم، اشتوتگارت ۱۹۸۸، ISBN 3-17-009741-5;  مبارزه برای وحدت و آزادی ۱۸۳۰ تا ۱۸۵۰
جلد ۳: Bismarck und das Reich, اشتوتگارت ۱۹۶۳، ویرایش سوم، اشتوتگارت ۱۹۸۸، ISBN 3-17-010099-8; بیسمارک و رایش
جلد ۴: Struktur und Krisen des Kaiserreichs, اشتوتگارت ۱۹۶۹، ویرایش دوم، اشتوتگارت ۱۹۸۲، ISBN 3-17-007471-7; ساختار و بحران‌های امپراتوری
جلد ۵: Weltkrieg, Revolution und Reichserneuerung. 1914–1919, اشتوتگارت ۱۹۷۸، ISBN 3-17-001055-7; جنگ جهانی، انقلاب و تجدید رایش. ۱۹۱۴–۱۹۱۹
جلد ۶: Die Weimarer Reichsverfassung, اشتوتگارت ۱۹۸۱، ISBN 3-17-001056-5; قانون اساسی رایش وایمار
جلد ۷: Ausbau, Schutz und Untergang der Weimarer Republik, اشتوتگارت ۱۹۸۴، ISBN 3-17-008378-3; توسعه، حفاظت و سقوط جمهوری وایمار
جلد ۸: جلد فهرست، اشتوتگارت ۱۹۹۱، ISBN 3-17-010835-2.
Zur Problematik des Kulturstaats, مور زیبک، توبینگن ۱۹۵۸ (= حقوق و دولت در تاریخ و حال، ۲۱۲). در مورد مسئله دولت فرهنگی
Selbstverwaltung der Wirtschaft, کولهامر، اشتوتگارت ۱۹۵۸. خودگردانی اقتصاد
Das Empfehlungsverbot. Eine kartellrechtliche Studie, کولهامر، اشتوتگارت ۱۹۵۹. ممنوعیت توصیه. یک مطالعه حقوقی کارتل
Nationalstaat und Verfassungsstaat. Studien zur Geschichte der modernen Staatsidee, کولهامر، اشتوتگارت ۱۹۶۵. دولت ملی و دولت قانون اساسی. مطالعاتی در تاریخ ایده دولت مدرن
Grundgesetz und wirtschaftliche Mitbestimmung, کولهامر، اشتوتگارت ۱۹۷۰. قانون اساسی و مشارکت اقتصادی
(ویراستار به همراه ولفگانگ هوبر): Staat und Kirche im 19. und 20. Jahrhundert. Dokumente zur Geschichte des deutschen Staatskirchenrechts, پنج جلد، دونکر و هومبولت، برلین ۱۹۷۳–۱۹۹۵؛ چاپ مجدد: انتشارات علمی کتاب، دارمشتات ۲۰۱۴، ISBN 978-3-534-26462-9. دولت و کلیسا در قرن نوزدهم و بیستم. اسنادی در مورد تاریخ حقوق کلیسا و دولت آلمان
جلد ۱: Staat und Kirche vom Ausgang des alten Reichs bis zum Vorabend der bürgerlichen Revolution, برلین ۱۹۷۳، ISBN 978-3-428-02988-4; دولت و کلیسا از پایان رایش قدیم تا آستانه انقلاب بورژوایی
جلد ۲: Staat und Kirche im Zeitalter des Hochkonstitutionalismus und des Kulturkampfs. 1848–1890, برلین ۱۹۷۶، ISBN 978-3-428-03630-1 دولت و کلیسا در عصر قانون اساسی عالی و مبارزه فرهنگی. ۱۸۴۸–۱۸۹۰
جلد ۳: Staat und Kirche von der Beilegung des Kulturkampfs bis zum Ende des Ersten Weltkriegs, ویرایش دوم، برلین ۱۹۹۰، ISBN 978-3-428-05268-4. دولت و کلیسا از حل و فصل مبارزه فرهنگی تا پایان جنگ جهانی اول
جلد ۴: Staat und Kirche in der Zeit der Weimarer Republik, برلین ۱۹۸۸، ISBN 978-3-428-06362-8; دولت و کلیسا در دوران جمهوری وایمار
جلد ۵: فهرست. ویرایش شده توسط روپرخ
Bewahrung und Wandlung. Studien zur deutschen Staatstheorie und Verfassungsgeschichte, دونکر و هومبولت، برلین ۱۹۷۵، ISBN 978-3-428-03278-5. حفظ و تغییر. مطالعاتی در نظریه دولت و تاریخ قانون اساسی آلمان
(ویراستار): Dokumente zur deutschen Verfassungsgeschichte, سه جلد، کولهامر، اشتوتگارت ۱۹۶۱–۱۹۶۶؛ ویرایش سوم، ۵ جلد، کولهامر، اشتوتگارت، برلین، کلن ۱۹۷۸–۱۹۹۷. اسنادی در مورد تاریخ قانون اساسی آلمان
جلد ۱: Deutsche Verfassungsdokumente 1803–1850, کولهامر، اشتوتگارت، برلین، کلن ۱۹۶۱، ویرایش سوم ۱۹۷۸، ISBN 978-3-17-001844-0; اسناد قانون اساسی آلمان ۱۸۰۳–۱۸۵۰
 جلد ۲: Deutsche Verfassungsdokumente 1851–1900, کولهامر، اشتوتگارت، برلین، کلن ۱۹۶۴، ویرایش سوم ۱۹۸۶، ISBN 978-3-17-001845-7; اسناد قانون اساسی آلمان ۱۸۵۱–۱۹۰۰
جلد ۳: Deutsche Verfassungsdokumente 1900–1918, کولهامر، اشتوتگارت، برلین، کلن، ویرایش سوم ۱۹۹۰، ISBN 978-3-17-005060-0; اسناد قانون اساسی آلمان ۱۹۰۰–۱۹۱۸
جلد ۴: Deutsche Verfassungsdokumente 1919–1933, کولهامر، اشتوتگارت، برلین، کلن، ویرایش سوم ۱۹۹۲، ISBN 978-3-17-011718-1; اسناد قانون اساسی آلمان ۱۹۱۹–۱۹۳۳
جلد ۵: جلد فهرست. ویرایش شده توسط گرهارد گرانیه، کولهامر، اشتوتگارت، برلین، کلن ۱۹۹۷، ISBN 978-3-17-014369-2.

## سایر رسانه‌ها
- Feature: درباره کارل اشمیت و ارنست رودولف هوبر. در: Deutschlandradio Kultur[۱۵]، ۲۷ ژانویه ۲۰۱۶، نسخه متنی حقوقدانان نازی و نقش آنها پس از سال ۱۹۴۵.